# Derinkuyu
Derinkuyu (Głęboka Studnia) – miasto w Środkowej Anatolii w Turcji, w prowincji Nevşehir. Miejscowość jest znana z wielopoziomowego, największego w Kapadocji, podziemnego miasta. Dawna nazwa miejscowości to Melengübü.
W pobliżu wejścia do podziemi znajduje się ormiańska bazylika z 1858 roku. Jest to duży, trójnawowy budynek, otoczony jest murem. Po ludobójstwie Ormian budynek przejęli greccy chrześcijanie, a po ich wypędzeniu służył jako młyn i magazyn, dziś mieści się w nim niewielkie muzeum.

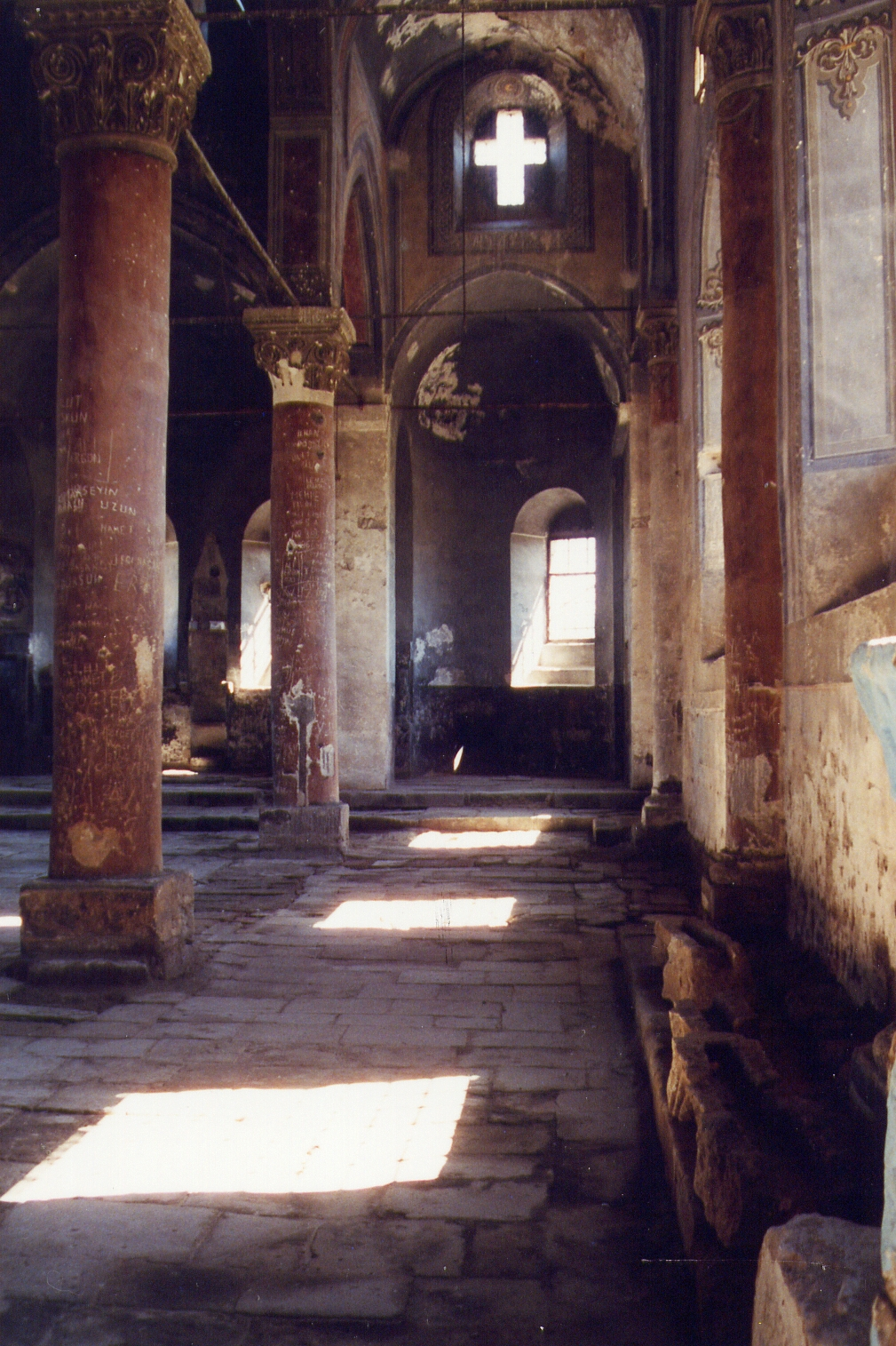
Nawa bazyliki
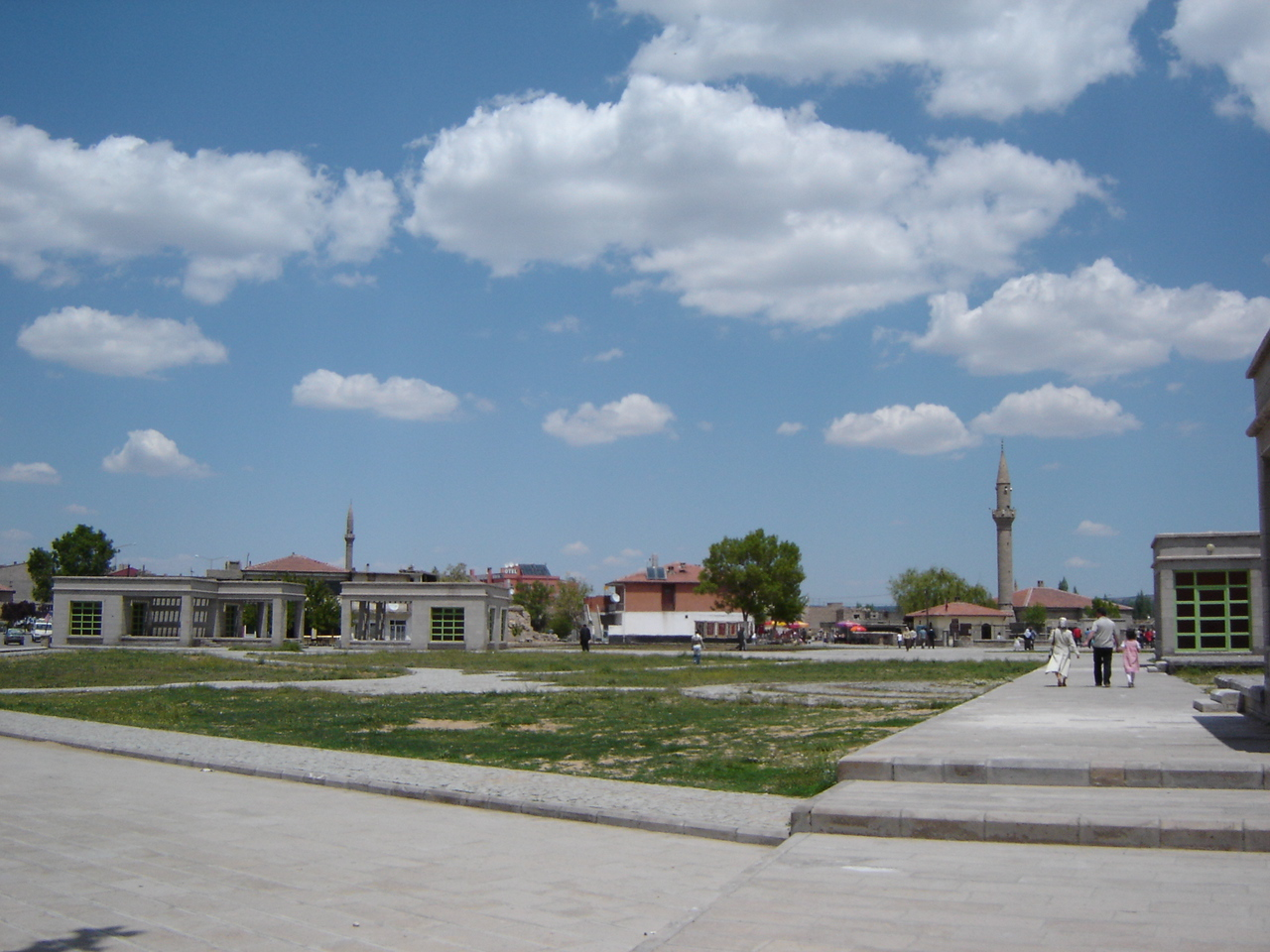
Teren nad podziemnym miastem
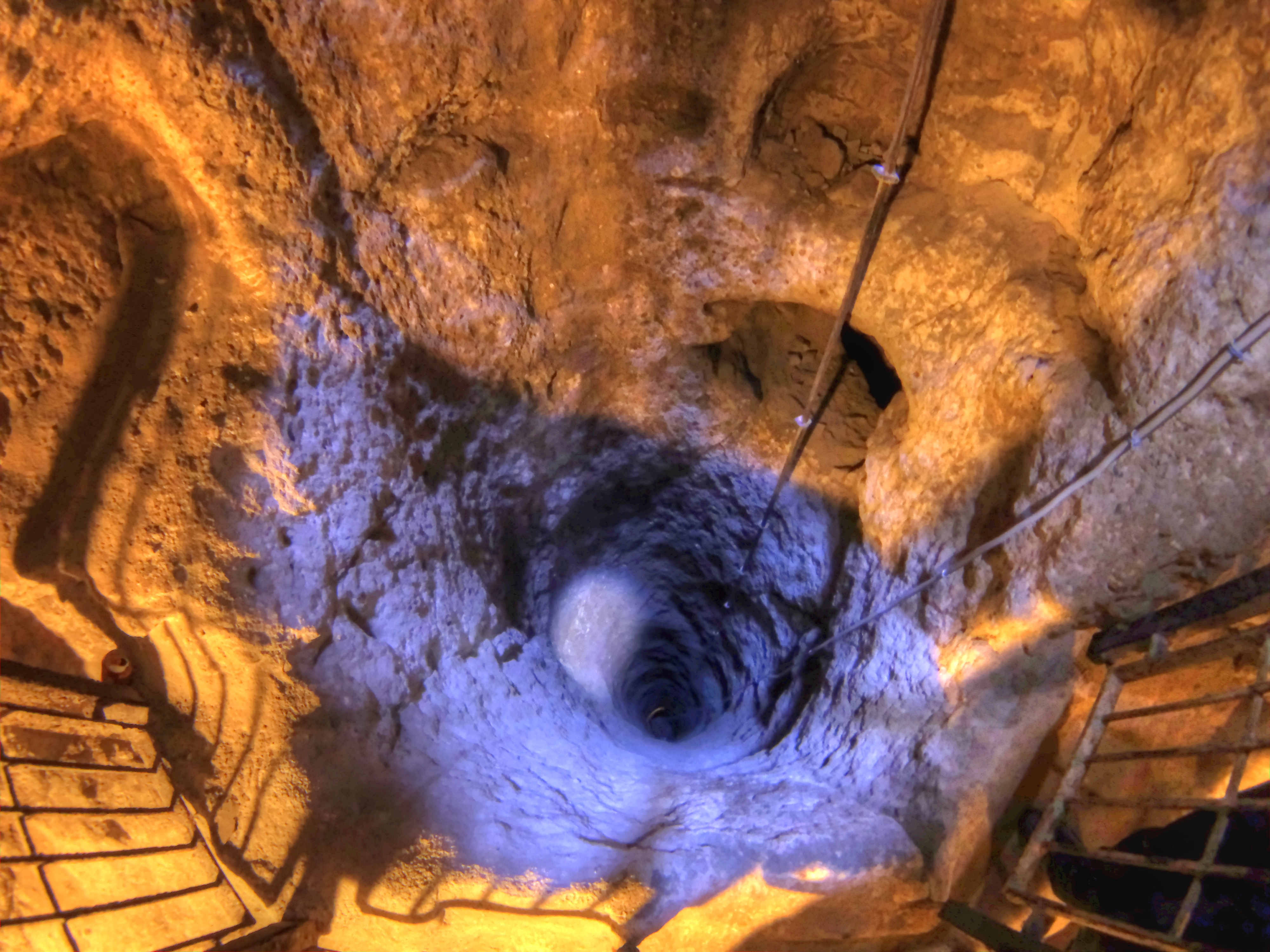
Szyb i studnia podziemnego miasta
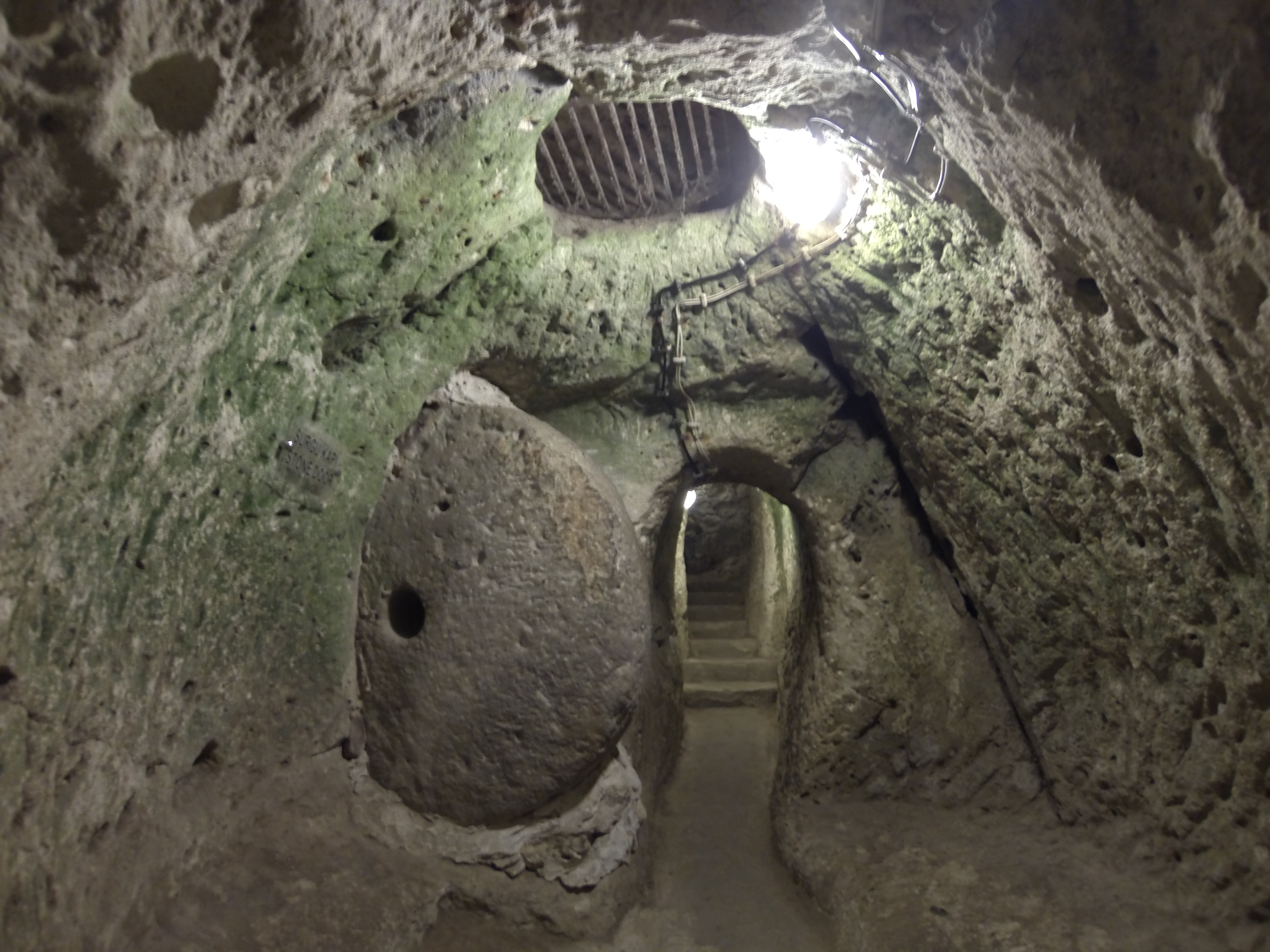
Kamienne drzwi zamykane od środka
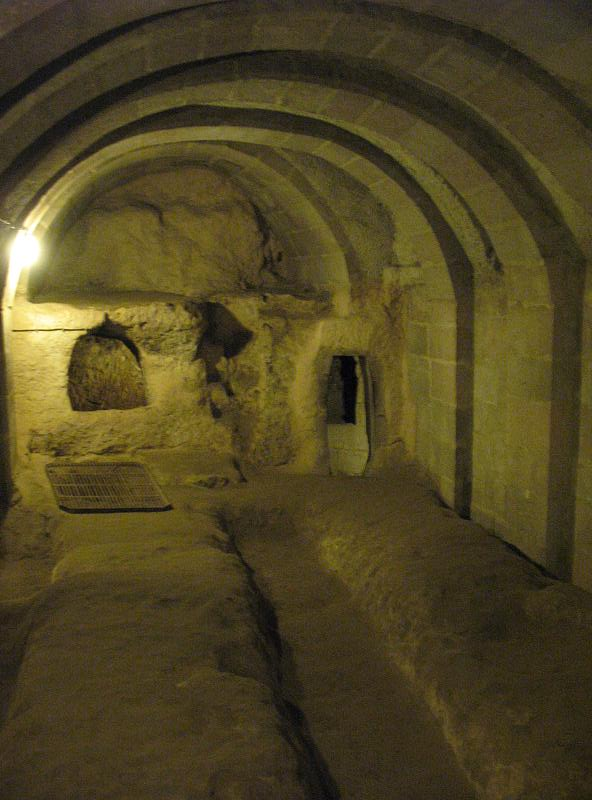
Prawdopodobnie szkoła